# F–94 Starfire
A Lockheed F–94 Starfire volt az USAF első rendszerbe állított sugárhajtású éjszakai vadászrepülőgépe. Ezt a repülőgépet a Lockheed a kétüléses T-33 Shooting Star gyakorló gépből fejlesztette ki.

## Tervezés és fejlesztés

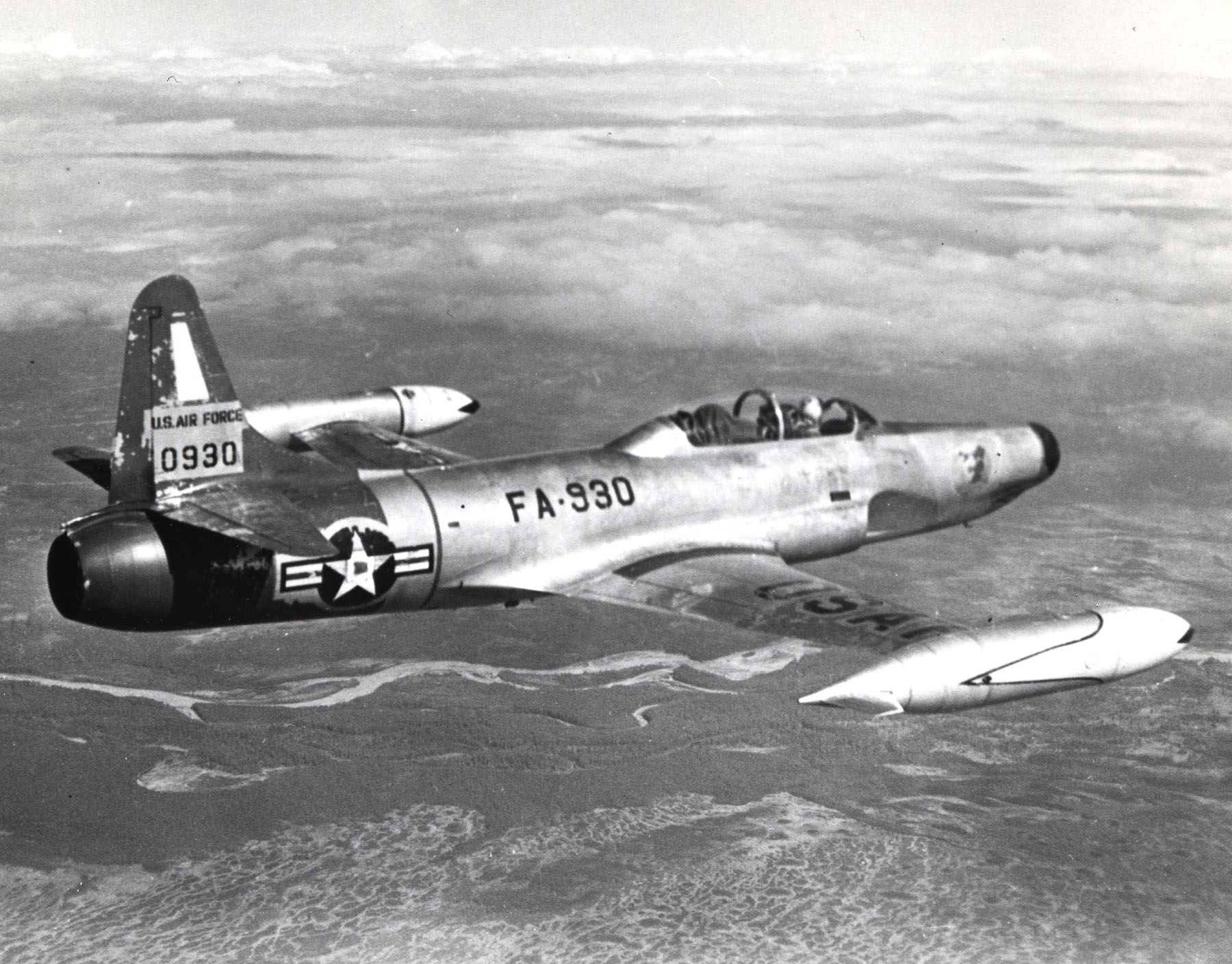
Lockheed F–94B Starfire

A repülőgépet az USAF egy 1948-as radarral felszerelt vadászrepülőgépre kiírt specifikációja alapján kezdték tervezni az elavult Northrop P–61 Black Widow és a North American F–82 Twin Mustang felváltására. A gépet különösen az új Tupoljev Tu–4 (a Boeing B-29 szovjet másolata) ellensúlyozására szánták. Az USAF első sugárhajtású éjszakai vadászgépének az XF–87 Blackhawk-ot tervezték, de a repülőgép gyenge teljesítménye miatt a Lockheed céget kérték fel, hogy a meghiúsult program alapján új gépet tervezzen.
Az F–94 et a TF–80C-ből (később T-33A Shooting Star) kiindulva fejlesztették ki, mely az F–80 Shooting Star kétüléses gyakorló változata volt. A meghosszabbított orrban kapott helyet a négy géppuska, a radar és az automatikus tűzvezető berendezés. Mivel az átalakítás egyszerűnek látszott, a szerződést 1949 elején megkötötték azzal az előírással, hogy az első repülést 1949. április 16-án kell végrehajtani. Az első YF–94 jelű gépek alkatrészeinek háromnegyede a korábbi F–80 és T–33 gépeken használtakból állt össze.
A tűzvezetési rendszer a Hughes E-1 volt, mely együttműködött az AN/APG-33 radarral (ez az AN/APG-3 radarból lett továbbfejlesztve, mely a Convair B–36 farokgéppuskáit vezérelte) és egy Sperry A-1C irányzóval. Ez a rövid hatótávú radarrendszer csak a támadás utolsó fázisában volt használható, a műveletek nagy részét földi irányítással hajtották végre, ahogy az a megelőző típusoknál is történt.
Az elektronikus eszközökkel megnövelt tömeg hamarosan szükségessé tette egy sokkal erősebb hajtómű beépítését. Az Allison J33 A-33 radiális kompresszorral gyártott sugárhajtómű váltotta fel a T-33A-ba szerelt szabványos J-33 motort. Az F–94 volt az első sorozatban gyártott amerikai sugárhajtású gép, mely utánégőt használt. A J-33A-33 tolóereje 18 kN volt, ezt vízbefecskendezéssel 24 kN-ra lehetett növelni, utánégővel pedig a legnagyobb tolóerő elérte a 27 kN értéket. Az új nagyobb hajtómű és az elektronika többlettömege korlátozta az üzemanyag kapacitást, ennek ellensúlyozására ledobható szárnyvégi tankokkal szerelték fel a repülőgépeket. Az YF–94A utánégője sok gondot okozott a gyújtószerkezet és a lángstabilizáló berendezéssel kapcsolatban.

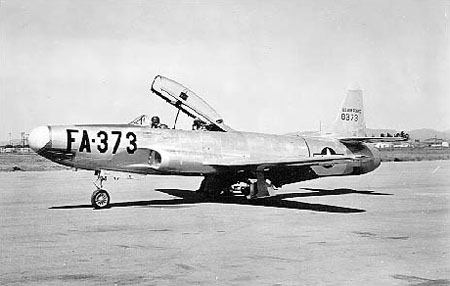
YF-94 prototípus

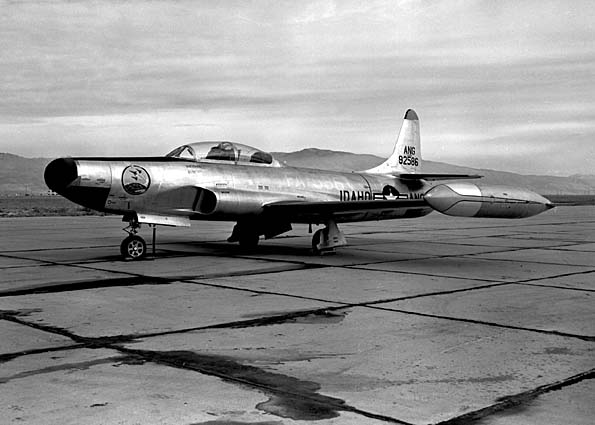
F-94A

Az első sorozatban gyártott modell az F–94A volt. Fegyverzete négy 12,7 mm űrméretű M3 Browning géppuskából állt, melyeket a törzs orrába építettek be közvetlenül a radar után. Két 454 kg tömegű bombát is fel lehetett függeszteni, így a repülőgépet vadászbombázó feladatokra is használni lehetett. A típusból 109 darabot gyártottak. Az 1951 januárjában kibocsátott F–94B korszerűsített és sokkal megbízhatóbb elektronikát és hajtóművet kapott, valamint műszeres leszállító rendszert. A típusból 356 példány épült.
Az F-94C Starfire lényeges változásokon esett át a korábbi F–94 gépekhez képest. Igazság szerint ez a típus eredetileg az F-97 jelzést kapta, de később úgy döntöttek, hogy csak az F–94 egy újabb verziójának tekintsék. Az USAF részéről langyos érdeklődést lehetett tapasztalni az elején, így a Lockheed saját maga finanszírozta meg a fejlesztést úgy, hogy két F–94B sárkányt YF–94C-vé alakított át. A teljesítmény javítása érdekében a gépek teljesen új szárnyakat kaptak, sokkal vékonyabbakat a korábbiaknál és nyilazott vezérsíkokat. A J33 hajtóművet a sokkal erősebb Pratt & Whitney J48 gázturbinával váltották fel, mely az angol utánégős Rolls-Royce Tay licenc változata volt, ez drámai módon megemelte a motor tolóerejét 28,2 kN-ra, utánégővel 38,9 kN-ra. A tűzvezetési rendszer az új Hughes E-5 lett AN/APG-40 radarral a sokkal nagyobb orr-részben. A géppuskákat eltávolították, teljesen rakétákra cserélve ki azokat, melyek a radarburkolat köré épített gyűrűben foglaltak helyet. A rakéták ezen a gyűrűn belül oldalra felnyitható négy ajtóban helyezkedtek el, indításuk előtt ezeket az ajtókat felnyitották. Tony LeVier berepülőpilóta szerint az F–94C szuperszonikus sebesség elérésére is képes volt.
Az F–94C volt az egyetlen változat, melynek neve hivatalosan is Starfire volt. Idővel az egész F–94 családra alkalmazták ezt a nevet.
Az F–94D típust együléses vadászbombázónak szánták, mely bombákat és rakétákat vitt volna a szárny alatt. Mindössze egyetlen prototípus épült belőle, de sorozatgyártásra nem fogadták el. Ezt a gépet a későbbiekben a 20 mm űrméretű M61 Vulcan gépágyú próbáihoz használták, melyet azután az F–104 Starfighter, majd több más gép is használt.

## Rendszerbe állítás után

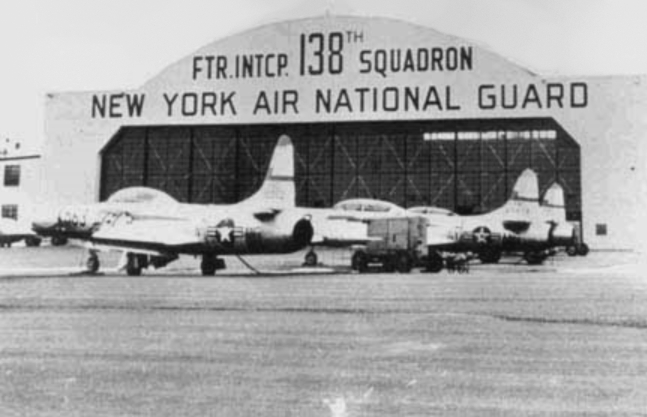
F–94B, 138. század, New York, Nemzeti Gárda

1951 márciusában az F–94B vadászgépek bevetésre indultak a koreai háborúba, ahol a 339., 68., 4. és 319. vadász századot szerelték fel velük. A típus több légiharcban ért el győzelmet, ezek között volt az első, melyet sugárhajtású éjszakai vadász aratott sugárhajtású vadászgép ellen. Egy F–94 veszteséget jegyeztek fel ellenséges akció következtében, további hatot bevetés alatt, de nem ellenséges akció során, kettő eltűnt bevetés alatt és három baleset következtében.
Az 59. elfogó vadász század, mely a labradori Goose Bayben állomásozott, szintén kapott a gépekből, ezeket 1952-ben az északkeleti légi parancsnokság (NEAC) alá helyezték. Az 59-esek egyik emlékezetes felszállása a Thule-i bázisról történt, mellyel a DEW vonalat segítették.
Az F–94B az USAF szolgálatában maradt 1954-ig, amikor átadták a Nemzeti Gárdának (ANG). Az ANG-nél néhány gépet kiegészítettek a szárnyak alá függesztett konténerekkel, melyek további két 12,7 mm-es géppuskát tartalmaztak, ezzel a géppuskák száma nyolcra emelkedett.
Az első sorozatgyártású F–94C gépeket 1951 júliusában szállították le, és 1954 májusáig összesen 387 példányt gyártottak. Szolgálat közben a legnagyobb gondot az okozta, hogy az orrban elhelyezett rakéták indításakor a láng és füst elvakította a személyzetet. A legkomolyabb problémát viszont az jelentette, hogy a rakéták indításakor a kiáramló gázok le tudták állítani a sugárhajtóművet, ami a repülőgép lezuhanását eredményezte. Ezért szárny-középre helyezett konténerekkel szerelték fel a gépeket, egyenként 12 rakétával. A szolgálati idő legnagyobb részében ezután a gép orrába nem helyeztek rakétákat. Ezt a változatot azután kiterjedten alkalmazták a SAGE félautomatikus földi irányítású légvédelmi rendszerben.
Az F–94C repülőgépeket 1959-ben vonták ki a harcrendből, amikor újabb és korszerűbb típusok váltották fel. A Nemzeti Gárda egy évvel később nyugdíjazta a típust.

## Változatok

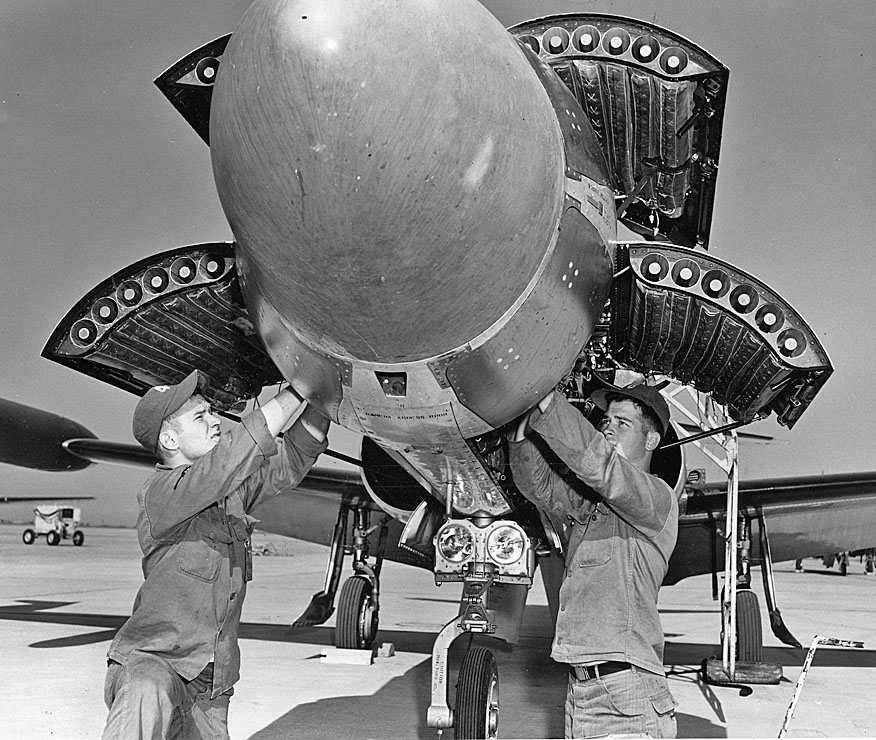
70 mm-es Mk 4/Mk 40 FFAR rakétákkal felszerelt F-94C

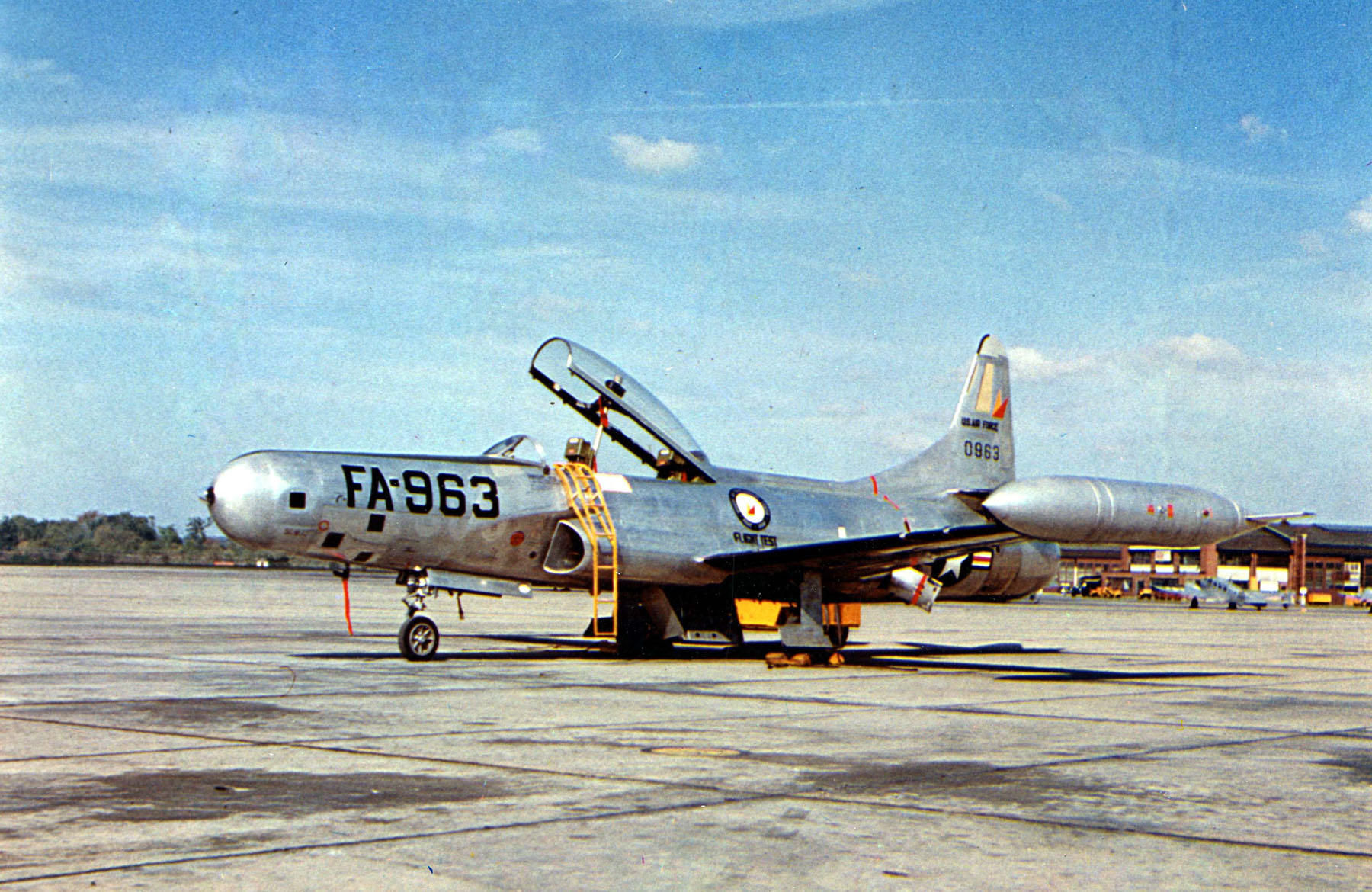
EF-94C kísérleti repülőgép

YF-94
TF-80C átalakítva YF-94 prototípussá, kettő épült.
F-94A
Első sorozat, 110 készült.
YF-94B
Egy F-94A változtatásokkal: új repülésirányító, átalakított hidraulikus rendszer és két megnövelt szárnyvégi üzemanyagtartály.
F-94B
Az YF-94B-n alapuló sorozatgyártású modell, 357 készült.
YF-94C
Átalakított F-94B Pratt & Whitney J48 hajtóművel, belépőélre helyezett rakéta konténerekkel és nyilazott vezérsíkokkal, eredeti jelölése YF-97A, két példány lett átalakítva.
F-94C
Az YF-94C sorozatgyártású modellje hosszabb orr-résszel, a rakéták és a gépágyúk eltávolítva, törzs alatti JATO rakéták ideiglenes elhelyezése, eredeti típusjelzés F–97A, 387 darab készült.
EF-94C
Kísérleti repülőgép a tervezett felderítő változathoz.
YF-94D
Együléses vadászbombázó prototípus, mely az F-94C változaton alapult, egyetlen példány készült el részben, a gyártást törölték.
F-94D
Az YF-94D sorozatgyártású modellje, 112 darabot rendeltek, de még rendelési fázisban törölték a programot, egyetlen példány sem készült el. A terv szerint a géppuskák az orr-rész fölött helyezkedtek volna el.
YF-97A
Az YF-94C eredeti típusjele.
F-97A
Az F-94C eredeti típusjele.

## Műszaki adatok (F-94C Starfire)
- Személyzet: 2 fő
- Hossz: 13,6 m
- Fesztáv: 12,9 m
- Magasság: 4,5 m
- Szárnyfelület: 21,63 m²
- Üres tömeg: 5764 kg
- Teljes tömeg: 8300 kg
- Legnagyobb felszálló tömeg: 10 970 kg
- Hajtómű: 1 x Pratt & Whitney J48-P-5 gázturbinás sugárhajtómű
- Tolóerő: 28,2 kN
- Tolóerő utánégővel: 38,9 kN
- Legnagyobb sebesség: 1020 km/h
- Hatótávolság: 1300 km
- Hatótávolság utazósebességen: 2050 km
- Csúcsmagasság: 15 670 m
- Emelkedési sebesség: 40,5 m/s
- A szárny felületi terhelése: 384 kg/m²
- Tolóerő/súly: 0,48
- Fegyverzet: 24 vagy 48 x (70 mm) Mk 4/Mk 40 Folding-Fin Aerial Rocket
- AN/APG-40 radar